# パート・ド・ヴェール

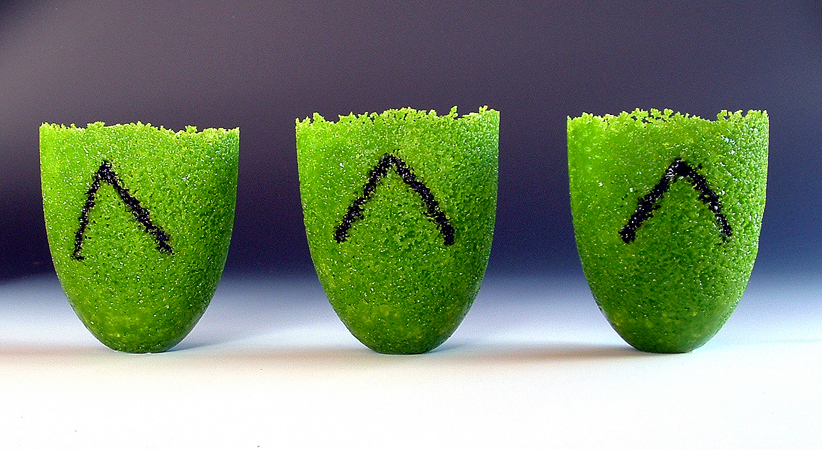
パート・ド・ヴェールの器（ニュージーランドのガラス職人スー・ホーカー作）。

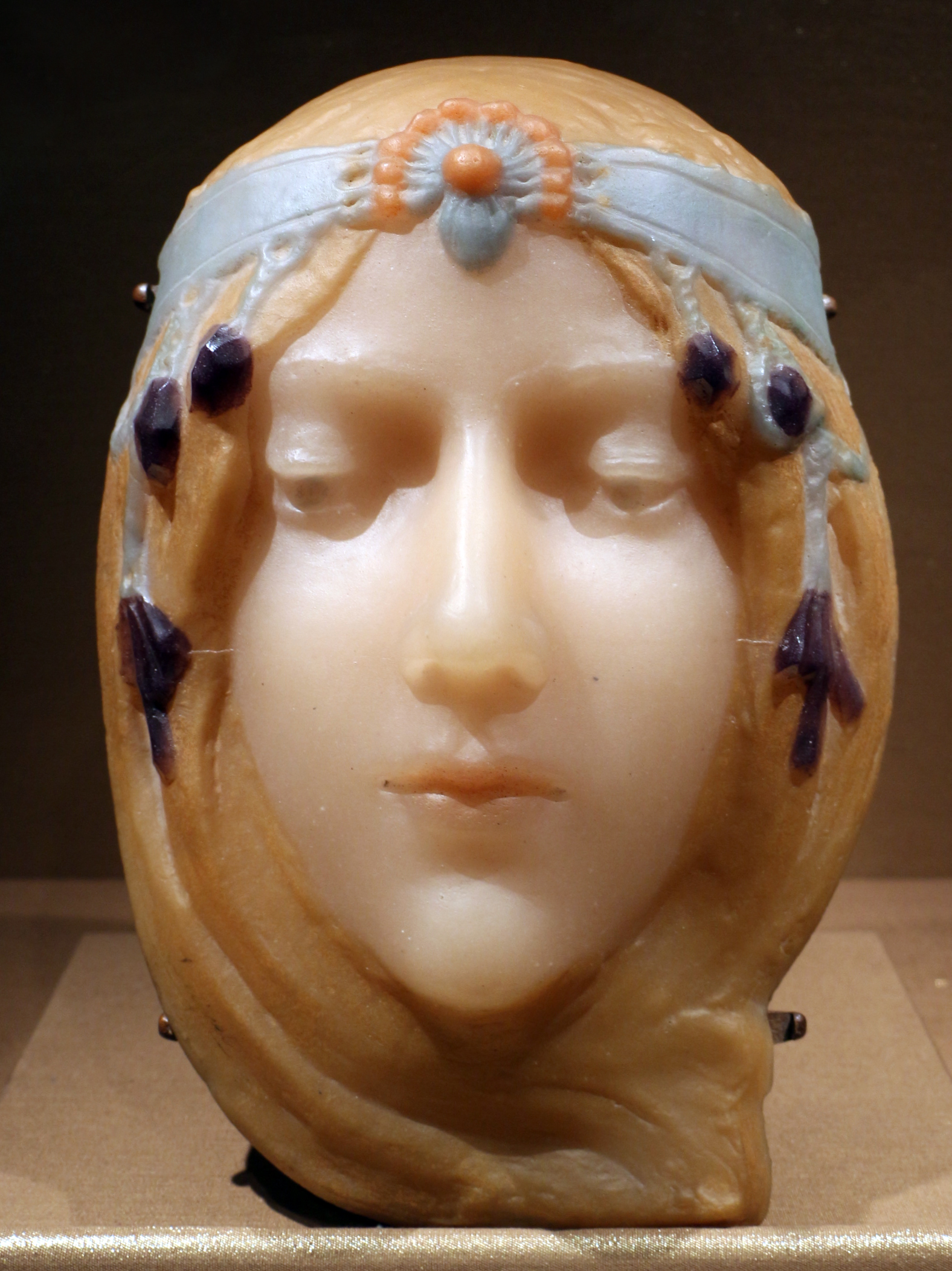
クレオ・ド・メロードのパート・ド・ヴェール（ベルギー、世紀末美術館蔵）。

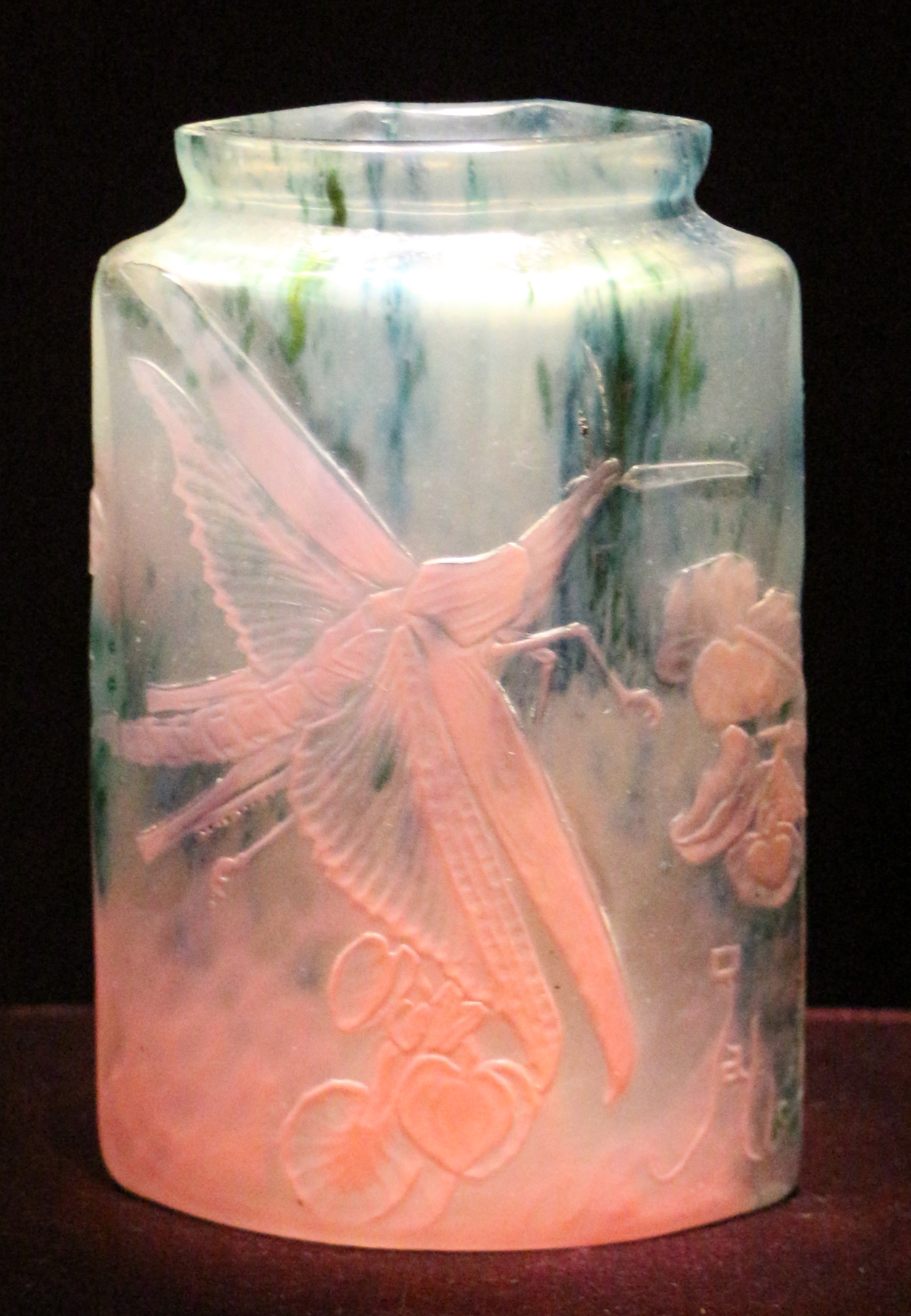
花瓶（クリーブランド美術館蔵）

パート・ド・ヴェール（フランス語: Pâte de verre, 英語: Paste of Glass Technique）はガラス工芸の一種。ガラスの粉末を型の中で熔融して成型するガラス工芸の技法の1つで、フランス語で「ガラスの練り粉」を意味する。「パート」は本来焼き物用に練った土を指す言葉。

## 製法・特徴
パート・ド・ヴェールの製法は、まず粘土やワックス等の素材で作品の原型となる塑像を作り、それをもとに耐火石膏などで鋳型を作って、そこに様々な色のガラスの粉に糊を加えて練ったもの（ヴェール）を詰め、窯の中で焼成して、冷えたあと鋳型から取り出し、表面を研磨して仕上げるもので、陶磁器とガラス双方の長所を備えた中間的製法とされている。
鋳型に詰めるガラスの粉は、その目的に合わせて粒の細かさや色の種類・濃淡などを自由に調合でき、さらに細部まで自在に色を付けることができるため、吹きガラスでは作ることが出来ない極めて繊細で表現豊かな作品の制作が可能である。
吹きガラスやトンボ玉などの「ホットワーク」と呼ばれる技法と違って、造形過程で熱く溶けたガラスを扱わないため、比較的安全に制作できる一方、原型や鋳型作り、ガラス粉の詰め込みと焼成、研磨と、多くの手間と時間がかかり、微妙で繊細な技量が要求される。

## 歴史
古代メソポタミア文明の頃から、金属の鋳造技術を応用した「鋳造ガラス」として伝わっていた。 
かつては彫りくぼめた石や焼成した粘土製の型に、珪砂（石英砂）や水晶、および着色用として微量の金属鉱石などを粉にしたものを詰め、鋳型ごと窯に入れて、約750℃以上で熔融する工程を繰り返して、ガラスを焼成したとされている。　ビーズ、ペンダント、皿、碗、盃、壷など、多種多様なものが作られたが、ガラスを取り出す過程で鋳型を壊す必要があり、作品ごとに鋳型から作り直さねばならなかったため、大量生産には向かず、高級品として扱われた。
しかし古代ローマ時代（紀元前1世紀）に、より大型のものを簡単に大量生産できる吹きガラスの技法が発明されると、その流行に伴って「鋳造ガラス」製法は衰退し、文献も残されないまま完全に失伝したため、「幻の技法」と呼ばれるようになった。
その後、アール・ヌーヴォーの流行とともに、1885年頃、フランス人陶芸家アンリ・クロ（1840－1907）によって再興されると、様々な作家の手によって多くの高級美術品が生み出された。
透明感のあるカラフルで繊細な素地のランプや常夜灯などの作品を特徴としたガブリエル・アンジィ＝ルソー（1885－1953）、アンリ＝ベルジェなどの彫刻家から原型の提供を受け、トカゲ、魚、女性像などをあしらった灰皿や小物などの作品を残したヴィクトール・アマルリック・ワルター（1869－1959）、人面や昆虫の文様を多色で浮き彫りにした作品と透明感のある斑紋入りの単色地を特徴として、装飾パネルや教会のステンドグラスにパート・ド・ヴェールを応用したフランソワ＝エミール・デコルシュモン（1880－1971）、人体をモデルにした彫像に秀作が多いジョルジュ・デプレ（1862－1952）、上品な色調の極めて軽量薄手な作品を残したアルベール＝ルイ・ダムーズ（1848－1926）らが知られているが、それぞれの作家が徹底して秘密主義をとり後世に残さなかったため、その技法は再び失われることとなった。

## 近代における展開
わが国では、岩城硝子製作所が1933年（昭和8年）頃からこの技法の再現に着手した。特別に編成された研究チームによる約4年の取り組みののち、小柴外一（1901－1973）らの手によって日本で初めてその制作に成功した。小柴は第二次世界大戦後に独立した後も、パート・ド・ヴェールによる制作をライフワークとし、戦後の苦しい状況下にありながら、アール・ヌーヴォー的な作風と日本的なニュアンスを併せ持つ独創的な作品を発表しつづけた。
1962年に、アメリカのハーヴィー・Ｋ・リトルトンとドミニク・ラビーノによるガラスの小型溶解炉の開発によって、個人作家による独創的かつ多彩な作品の制作が実現可能になり、これを契機とした「スタジオ・グラス運動（グラス・アーツ運動）」が世界規模で展開された。アメリカ政府の芸術振興政策の始まりともあいまって、多くの学校や個人のスタジオに溶解炉が設置され、制作活動が盛んに行われるようになった。わが国でもこの影響を受け、各地の工房や作家による多彩な制作活動が展開され始めた。
1970年代には由水常雄（1936年 - ）によって実験考古学の分野からメソポタミア時代のパート・ド・ヴェールの製作技法が復元された。様々な作家がその技法にアイデアやモチーフを見出し、自らの作品のオリジナリティとして展開するなど、パート・ド・ヴェールを取り入れた作品づくりが広がり始めた。
現在では、作家ごとに様々な改良が加えられてその作風と技法は多様化し、現代ガラスの中に新しいジャンルを築いている。

## 著名な作家
- アルベール＝ルイ・ダムーズ　（1848年－1926年）
- ヴィクトール・アマルリック・ワルター　（1869年－1959年）
- ガブリエル・アンジィ＝ルソー　（1885年－1953年）
- ジョルジュ・デプレ　（1862年－1952年）
- フランソワ＝エミール・デコルシュモン　（1880年－1971年）